# Troadiusz
Troadiusz – imię męskie pochodzenia greckiego i oznaczające osobę pochodzącą z Troady. Patronem tego imienia jest św. Troadiusz, męczennik z Neocezarei, wzmiankowany w żywocie św. Grzegorza Cudotwórcy. 
Troadiusz imieniny obchodzi 28 grudnia.